# Rosse lijsterdikkop
De rosse lijsterdikkop (Colluricincla rufogaster) is een zangvogel uit de familie Pachycephalidae (dikkoppen en fluiters).

## Taxonomie
Deze soort was eerder een ondersoort van de arafuralijsterdikkop (C. megarhyncha). Moleculair genetisch onderzoek gepubliceerd in 2011 en 2018 leidde tot een andere indeling in soorten en ondersoorten.

## Verspreiding
Er worden drie ondersoorten onderscheiden:
- C. m. rufogaster: zuidoostelijk Queensland en noordoostelijk New South Wales (oostelijk Australië).
- C. m. goodsoni: Merauke District (zuidelijk Nieuw-Guinea), gebied ten zuiden van de Golf van Carpentaria en Kaap York.
- C. m. griseata: noordoostelijk Queensland (noordoostelijk Australië).

## Leefgebied
Het leefgebied bestaat uit tropisch en subtropisch regenwoud of natuurlijk tropisch montaan bos.